# Villy
Villy er et engelsk drengenavn, som er afledt af William, der igen er afledt af Vilhelm. Kan også staves Willi, Willie, Willy, Villi, Wili og Villie. 
Cirka 6400 danskere hedder Villy eller en variation deraf ifølge Danmarks Statistik .
Rækkefølgen af navnets variation efter hyppighed er: Villy, Willy, Willi, Villi, Willie, Wili og Villie.

## Kendte personer med navnet
- Willy Brandt, tysk politiker og forbundskansler.
- Villy Christensen, socialdemokratisk borgmester i Frederikshavn.
- Willie Dixon, amerikansk bluesmusiker bassist.
- Villy Fuglsang, dansk kommunist.
- Willy Falck Hansen, dansk cykelrytter.
- Wili Jønsson, dansk bassist.
- Willy-August Linnemann, dansk forfatter.
- Willy Puchner, østrigsk fotograf, kunstner, tegner og forfatter.
- Willy Rathnov, dansk skuespiller.
- Villy Sørensen, dansk filosof og forfatter.
- Villy Søvndal, dansk politiker.

## Kendte dyr med navnet
- Willi (gråsæl)
- spækhuggeren Willy fra filmen Befri Willy

## Navnet i fiktionen
- Willy på Eventyr
- Free Willy
- Villy Vilddyr

## Navnets forekomst andre steder
- Willys Jeep

## Reference
1. ↑  Danmarks Statistiks navneoversigt